# Mémorial pour Lidice

Lidice ou Mémorial pour Lidice (H. 296) est une œuvre symphonique composée par Bohuslav Martinů en souvenir du massacre du village de Lidice. Elle est créée le 28 octobre 1943 à New York par l'orchestre philharmonique sous la direction d'Artur Rodziński. L'œuvre est en un seul mouvement et d'une durée de 9 minutes. Dans cette œuvre, Martinů emploie le thème du destin de la cinquième symphonie de Beethoven, qui symbolise ici la résistance contre l'envahisseur nazi.

## Discographie
- Vladimír Válek, orchestre symphonique de la radio de Prague, Prague, Le chant du monde PR 254 050
- Karel Ančerl, orchestre philharmonique tchèque, Prague, Supraphon 11 1931-2 001